# Дэвис-Уайт, Кали
Кали Дэвис-Уайт (англ. Kali Davis-White; род. 27 октября 1994, Лодердейл-Лейкс, Флорида) — американская и ямайская легкоатлетка, специалистка по бегу на короткие дистанции. Выступала за сборные США и Ямайки по лёгкой атлетике в 2010-х годах, чемпионка мира среди юниоров, победительница чемпионата NACAC, призёрка первенств национального значения.

## Биография
Кали Дэвис-Уайт родилась 27 октября 1994 года в городе Лодердейл-Лейкс, штат Флорида, в семье ямайского происхождения. Занималась лёгкой атлетикой во время учёбы в старшей школе, с 2010 года показывала высокие результаты в спринте на юношеском уровне.
Первого серьёзного успеха на международном уровне добилась в сезоне 2012 года, когда вошла в состав американской национальной сборной и выступила на юниорском мировом первенстве в Барселоне, где вместе с соотечественницами одержала победу в зачёте эстафеты 4 × 100 метров (бежала исключительно на предварительном квалификационном этапе).
В 2014 году поступила в Университет штата Флорида, выступала на различных студенческих соревнованиях за университетскую легкоатлетическую команду Florida State Seminoles. После второго курса перевелась в Университет Теннесси и представляла соответственно местную команду Tennessee Volunteers. Среди прочего становилась финалисткой чемпионатов первого дивизиона Национальной ассоциации студенческого спорта (NCAA).
Поскольку оба её родителя ямайцы, Дэвис-Уайт имеет возможность выступать за ямайскую национальную сборную. Так, в 2016 году на чемпионате Ямайки в Кингстоне она выиграла бронзовую медаль в беге на 200 метров, уступив лишь титулованным Симоне Фейси и Веронике Кэмпбелл-Браун. Принимала участие в Молодёжном чемпионате Северной и Центральной Америки и Карибского бассейна (англ.) в Сан-Сальвадоре, где превзошла всех соперниц в дисциплине 200 метров и получила серебро в эстафете 4 × 100 метров. Имея на 200-метровой дистанции время 22,86 с, выполнила олимпийский квалификационный норматив (23,20 с) и прошла отбор на летние Олимпийские игры в Рио-де-Жанейро — присутствовала на Играх в качестве запасной бегуньи, при этом выйти здесь на старт ей не довелось.
По окончании олимпийского сезона Кали Дэвис-Уайт завершила спортивную карьеру.